# Mania orgânica
A mania orgânica, é uma variação do transtorno bipolar causada por um trauma físico ou doença. O transtorno bipolar tem uma taxa de prevalência de 1% nos Estados Unidos e a mania orgânica é provavelmente um pequeno subconjunto dessa porcentagem. A mania orgânica exibe sintomas semelhantes aos da mania dos transtornos bipolares I e II . Isso inclui um humor ou afeto elevado, sintomas psicóticos, fala acelerada, aumento da atividade motora, irritabilidade e fuga de ideias. Um critério único para a mania orgânica é a falta de história de doença mental que cause a mania, como o transtorno bipolar.  Ao contrário do transtorno bipolar, que se inicia normalmente aos 25 anos, a mania orgânica tem um início de 45 anos.  Pouco se sabe sobre a mania orgânica, já que muitas das pesquisas sobre ela são estudos de casos e relatos retrospectivos. No entanto, esta está associada a várias causas, como traumatismo cranioencefálico, HIV/SIDA e derrames. 

## Lesão intracraniana
Uma das principais causas documentadas de mania orgânica é um traumatismo cranioencefálicotraumatismo cranioencefálico, também chamada de lesão intracraniana. Por exemplo, Jorge e os seus colegas examinaram os efeitos de um traumatismo cranioencefálico e a sua correlação com a mania orgânica. Eles coletaram participantes que no ano anterior sofreram lesões intracranianas. Eles fizeram acompanhamentos de 3, 6 e 12 meses com os pacientes, onde fizeram entrevistas psiquiátricas para medir o comprometimento da vida diária, função intelectual e social. Dentre os 9% dos pacientes que preencheram os critérios para mania orgânica, foi encontrada uma correlação entre esta e uma lesão polar basal temporal. Em média, a duração da mania orgânica foi de 2 meses.  Um segundo estudo descobriu que dos 66 pacientes que sofreram de uma lesão intracraniana, 9% experimentaram um episódio maníaco durante o período de 12 meses após a lesão. 
Num caso, um homem de 24 anos queixou-se de ter sintomas de mania. Ele não tinha problemas de saúde mental anteriores, nenhum histórico familiar de transtornos mentais e nenhum histórico de abuso de substânicias. Após um exame médico, ele foi diagnosticado com mania com sintomas psicóticos. Logo depois, ele relatou ter uma forte cefaléia e, após o exame, descobriu-se que ele havia sofrido uma lesão heterogênea cobrindo a maior parte do tálamo esquerdo. Após a descoberta da lesão, o seu diagnóstico foi mudado para "transtorno orgânico do humor (MAV cerebral esquerda, malformação arteriovenosa, com mania orgânica)".  Outro estudo de Jorge e dos seus colegas analisou os efeitos de lesões cerebrais traumáticas e a sua correlação com a mania orgânica.

## HIV/SIDA
A mania orgânica foi associada ao HIV/SIDA em vários casos. De acordo com Ellen e os seus colegas, a mania orgânica é relatada em 1,2% dos pacientes HIV-positivos e 4,3% naqueles com SIDA.  Num caso de Chou e dos seus colegas, um homem de 78 anos foi internado após sofrer sintomas maníacos. "Os sintomas incluem diminuição do sono, humor elevado, aumento da energia, hiperatividade, pensamentos acelerados e comportamento excêntrico". O paciente não tinha história prévia de problemas de saúde mental na família ou no seu próprio prontuário. Ele foi temporariamente diagnosticado como bipolar. Mais tarde, foi descoberto que ele sofria de HIV/SIDA e o seu diagnóstico foi alterado para mania orgânica. 

## Drogas
Muitos medicamentos têm efeitos diretos ou indiretos sobre os neurotransmissores.  Os esteróides são especialmente proficientes em causar alterações na química dos neurotransmissores.  Num estudo, 40 mulheres receberam esteróides para ajudar com a sua artrite reumatóide. Três delas desenvolveram sintomas maníacos na primeira semana de uso do esteróide. Duas nunca tinham sido diagnosticadas como tendo uma doença mental, e uma das três mulheres foi considerada "emocionalmente instável" e havia tentado suicídio, mas não foi hospitalizada. Observou-se que a mania não foi causada por um desequilíbrio eletrolítico, mas a causa exata era incerta. 
De acordo com Ogawa e Ueki, a mania secundária também foi associada ao consumo de cafeína. Um homem de 43 anos, sem histórico anterior de doença mental, passou a beber 10 xícaras de café por dia. Depois de consumir essa quantidade, ele apresentou sintomas maníacos, como humor elevado, locução, hiperatividade, grandiosidade, fuga de ideias e insónia. Isso levou à sua internação num hospital. Após o exame, eles removeram a cafeína da dieta do homem, resultando na cessação dos sintomas maníacos. Os médicos concluíram então que ou a cafeína agiu como um catalisador para o transtorno bipolar ou que ele sofria de mania orgânica. Infelizmente, poucas pesquisas são feitas sobre o estudo da interação entre transtornos de humor e cafeína. 

## Outros motivos
Um caso de Liang e Yang foi o de uma mulher de 75 anos que deu entrada no hospital com febre, calafrios, dor de cabeça e vómitos. Ao fazer um teste mental, eles descobriram que ela tinha sintomas maníacos. No entanto, ela não tinha história anterior de doença mental. Ao falar com a família, descobriram que os sintomas já haviam se manifestado duas semanas antes. Eventualmente, ela foi diagnosticada com meningite enterocócica pelos seus sintomas físicos e mania orgânica por seus sintomas psicológicos. O estudo afirmou que a ligação exata entre a mania secundária e a meningite enterocócica é desconhecida. 

## Controvérsia
Desde a sua primeira descoberta, há mais de 30 anos, a mania orgânica tem sido difícil de conceituar.  Os principais argumentos sobre a sua etiologia são: (1) a mania secundária é uma forma de psicose tóxica ao invés de mania real, e (2) a mania orgânica é, na verdade, um transtorno bipolar latente que coincidiu com uma lesão. A psicose tóxica é um estado causado pelo abuso de substâncias; isso pode significar estar num estado de confusão devido a uma substância.  O principal argumento contra essa teoria é que a mania em geral tem origens tóxicas e a mania orgânica não é diferente nesse aspecto.  No entanto, análises da mania orgânica tendem a excluir casos em que a pessoa experimentou altos níveis de confusão.  Portanto, afirmar que se trata de um estado tóxico não retira a validade da sua existência, desde que os casos de mania secundária se restrinjam àqueles sem o estado de confusão.  O segundo argumento é mais difícil de contestar, pois é possível que a mania orgânica seja uma forma de transtorno bipolar com início tardio. A forma como essa afirmação é contestada é examinando a história do paciente. Eles verificam se há uma história pré-mórbida negativa, uma falta de história de doença mental, idade de início e a proximidade do trauma orgânico à mania. 